# Procrica agrapha
Procrica agrapha är en fjärilsart som beskrevs av Diakonoff 1983. Procrica agrapha ingår i släktet Procrica och familjen vecklare. Inga underarter finns listade i Catalogue of Life.